# Makov (Blanskói járás)
Makov település Csehországban, a Blanskói járásban. Makov Kunštát, Rozseč nad Kunštátem és Petrov településekkel határos. Lakosainak száma 44 fő (2024. január 1.).

## Népesség
A település lakosságának változását az alábbi diagram mutatja:
| Lakosok száma | 200  | 196  | 201  | 183  | 126  | 56   | 46   | 47   | 42   | 44   |
|               | 1869 | 1890 | 1921 | 1950 | 1980 | 2001 | 2017 | 2019 | 2022 | 2024 |